# Peter Cosgrove
Pour les articles homonymes, voir Cosgrove.
Peter Cosgrove, né le 28 juillet 1947 à Sydney (Nouvelle-Galles du Sud), est un général et homme d'État australien. Il est le 26e gouverneur général d'Australie, en fonction du 28 mars 2014 au 1er juillet 2019.

## Biographie

### Officier militaire

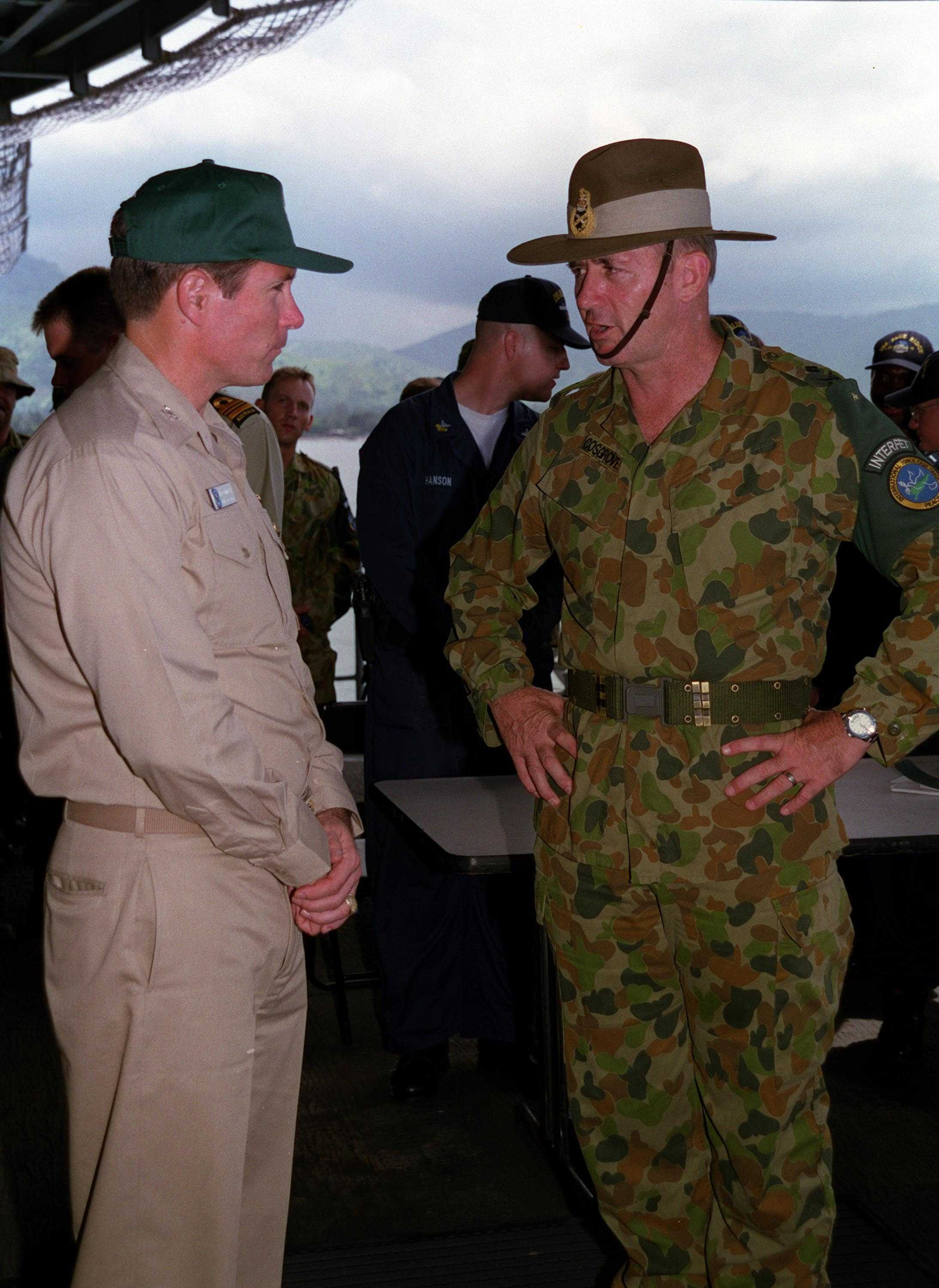
Le major-général Peter Cosgrove à Dili en 2000.

Élève du collège militaire royal de Duntroon, Cosgrove est commandant en chef des Forces armées du 4 juillet 2002 au 3 juillet 2005. Il acquiert une renommée nationale en 1999, lorsqu'il dirige, en tant que major-général, la mission internationale au Timor oriental (INTERFET) devant mettre fin à la crise timoraise.

### Gouverneur général d'Australie
Le 28 janvier 2014, il est nommé gouverneur général d'Australie par la reine Élisabeth II, reine d'Australie, sur la recommandation du Premier ministre Tony Abbott. Il succède officiellement à Dame Quentin Bryce le 28 mars suivant pour un mandat de cinq ans, qui est allongé de trois mois peu avant son terme afin d'inclure les élections fédérales de 2019, qui ont lieu le 18 mai. Le 1er juillet 2019, il quitte ses fonctions et est remplacé par le général David Hurley, qui occupe auparavant la fonction de gouverneur de Nouvelle-Galles du Sud.

## Décorations
|                                       | Chevalier de l'Ordre d'Australie (AK)                     | 28 mars 2014                                                    |
| Compagnon de l'Ordre d'Australie (AC) | 25 mars 2000                                              |                                                                 |
| Membre de l'Ordre d'Australie (AM)    | 26 janvier 1985                                           |                                                                 |
|                                       | Military Cross (MC)                                       | 12 février 1971 pour son courage au Viêt Nam                    |
|                                       | Australian Active Service Medal 1945–1975                 |                                                                 |
|                                       | Vietnam Medal                                             |                                                                 |
|                                       | Australian Active Service Medal                           |                                                                 |
|                                       | International Force East Timor Medal (INTERFET)           |                                                                 |
|                                       | Australian Service Medal 1945–1975                        |                                                                 |
|                                       | Médaille du Centenaire                                    | 1er janvier 2001                                                |
|                                       | Defence Force Service Medal avec la Federation Star       | 40–45 ans de service                                            |
|                                       | National Medal                                            | 16 octobre 1980                                                 |
|                                       | Australian Defence Medal                                  |                                                                 |
|                                       | Vietnam Campaign Medal (République du Viêt Nam)           |                                                                 |
|                                       | Compagnon de l'Ordre du Mérite de Nouvelle-Zélande (CNZM) |                                                                 |
|                                       | Commandeur de la Legion of Merit (États-Unis)             |                                                                 |
|                                       | Order of National Security Merit (Corée du Sud)           | Tong-il Medal dans l'Order of National Security Merit           |
|                                       | Darjah Utama Bakti Cemerlang (Singapour)                  | Tentera Distinguished Service Order (Military) 7 septembre 2004 |

### Autres décorations et titres
Officier de la Légion d'honneur[Quand ?] (France)
Grand-croix de l'Ordre de l'Infant Dom Henri (Portugal)
28 mai 2002
Australien de l'année, 2001
Médaille de l'Ordre du Timor Oriental (Timor oriental)